# 남산초등학교 (경남)
남산초등학교(Namsan Elementary School)는 대한민국 경상남도 의령군 의령읍에 있는 공립 초등학교이다.

## 학교 연혁
- 1971년 9월 남산초등학교 개교
- 1955년 3월 봉남분교 통합
- 1999년 9월 벽화초등학교 통합
- 1999년 3월 경상남도교육청지정 운동종목 시범학교 보고
- 2010년 11월 디지털교과서 정책연구학교 보고
- 2011년 5월 제40회 전국소년체전 탁구남자 우승
- 2014년 9월 제14대 김경미 교장 취임
- 2015년 2월 제44회 졸업(총 졸업생 2,993명)